# Streamripper
Streamripper ist eine plattformunabhängige Software zum Abspeichern (Szenebegriff: Rippen) von SHOUTcast- und Icecast-Internetradiosendungen. Das Projekt wird Open Source entwickelt und unter der GNU General Public License veröffentlicht.

## Überblick

### Funktionsweise
Wie ein streamingfähiger Player verbindet sich Streamripper mit dem Server und empfängt von diesem den Datenstrom paketweise. Unterstützt werden die Formate MP3, AAC, NSV und Vorbis. Anstatt das empfangene Material wiederzugeben und danach zu verwerfen, wird es zusammengefügt und auf der Festplatte belassen. Anhand der mitgesendeten Metadaten lässt sich erkennen, wann ein Musikstück endet und ein neues beginnt, so dass die Stücke in einzelne Dateien aufgeteilt und anhand der mitgesendeten Tag-Information entsprechend benannt werden können. Streamripper selbst ist nicht in der Lage, das empfangene Material wiederzugeben, kann es aber lokal zu einem streamingfähigen Audioplayer als „Relay Server“ weiterleiten, so dass das Material gleichzeitig wiedergegeben werden kann.

### Handhabung
Streamripper selbst wird per Kommandozeile ohne grafische Benutzeroberfläche bedient. Von anderen Programmierern sind Frontends erschienen, welche den Umgang komfortabler machen. Weiterhin existiert ein Winamp-Plug-in für die Versionen 2, 3 und 5. Hier wird Streamripper direkt in Winamp integriert und über eine gesonderte Oberfläche bedient. Auch existieren einige Abwandlungen, welche beispielsweise von Haus aus über eine Oberfläche verfügen; diese werden jedoch größtenteils nicht mehr weiterentwickelt.

## Kontroverse

### Streitfall
Im Jahre 2001 wurde der Internetradio-Anbieter Live365 auf die Software aufmerksam und mahnte den Entwickler Jon Clegg, seine Aktivitäten einzustellen. Als Clegg das ignorierte, begannen Live365-Stationen, Streamripper-Clients gezielt mit einem manipulierten Stream abstürzen zu lassen. Es handelte sich dabei nicht um die erwartete Musik, sondern um eine aufgeblähte HTML-Datei, welche immer wieder die Zeile DEFINITION clegg n – large swift fly the female of which sucks blood of various animals [syn horsefly, cleg, horse fly] (dt. „Clegg ist eine große weibliche Mücke, die das Blut von Tieren saugt.“) enthielt. Clegg gab daraufhin nach und entfernte die Unterstützung für Live365-Stationen.

### Allgemeine Rechtslage in Deutschland
Die Rechtslage bezüglich des Angebots der Software und deren Nutzung ist von Fall zu Fall zu beurteilen. Der Rechtsausschuss des Bundestages empfahl im Jahr 2007, im Rahmen eines möglichen Dritten Korbes der Urheberrechtsreform die Nutzung von Recording-Software (wie dem Streamripper) explizit gesetzlich zu regeln.
Derzeit ist darauf abzustellen, ob die Aufnahme von einem rechtmäßig oder (etwa wegen fehlender GEMA- oder GVL-Anmeldung) unrechtmäßig sendenden Internetradio oder Videoportal erfolgt und ob es sich um einen interaktiven Radiosender handelt oder nicht. Die Aufnahme von einem nicht interaktiven Piratensender kann nach § 96 Abs. 2 UrhG unrechtmäßig sein. Allerdings ist kaum von strafrechtlichen oder zivilrechtlichen Folgen auszugehen, weil es beim Nutzer in der Regel an der Kenntnis der Unzulässigkeit und damit am Vorsatz (bei fehlender Kenntnis der Unzulässigkeit) bzw. an der Fahrlässigkeit fehlt (wenn der Nutzer die Unzulässigkeit nicht hätte erkennen können).
Die Stiftung Warentest vertrat im Juni 2014 die Ansicht, beim Rippen von MP3-Dateien aus dem Livestream des Videoportals YouTube durch ein darauf spezialisiertes Portal handele es sich grundsätzlich um zulässige Privatkopien, die der Verbraucher für sich selbst auf seinen eigenen Geräten nutzen dürfe, solange das Portal auf rechtmäßig auf YouTube hochgeladene Videos zurückgreife. Das seien beispielsweise Videos aus offiziellen YouTube-Kanälen der Künstler oder aus Kanälen, bei denen es offensichtlich ist, dass die Rechteinhaber mit der Verwendung einverstanden sind, wie etwa der Kanal des Eurovision Song Contest. Eine Weiterverwendung der Audio-Aufnahme – etwa durch die erneute Veröffentlichung auf einem Portal – sei dagegen nicht zulässig, weil sie vom Tatbestand der Privatkopie nicht gedeckt sei.